# Manuel Duarte Velarde
Manuel Edwin Duarte Velarde (Huancayo, 18 de octubre de 1929 - Lima, 17 de julio del 2023) fue un agrónomo y político peruano. Fue el primer presidente del Gobierno Regional de Junín, siendo elegido en las elecciones del año 2002 para el periodo 2003-2006, y diputado en el disuelto periodo 1990-1992. Fue también regidor municipal de la provincia de Huancayo de 1967 a 1969.

## Biografía
Manuel Duarte nació el 18 de octubre de 1929 en Huancayo, ciudad ubicada en el departamento de Junín en Perú. Duarte fue hijo de Augusto Duarte Chávez y de Carmen Velarde.
Hizo estudios primarios en el Colegio Nacional Santa Isabel de Huancayo y los secundarios los realizó en el Colegio Nacional Alfonso Ugarte, ubicado en la ciudad de Lima. Sus estudios de Agronomía los realizó en la Universidad Nacional de Tucumán entre 1952 y 1957.
Fue presidente de la Junta de Obras públicas de Junín y presidente de la Corporación de Desarrollo (CORDE) Junín.
Como político incursionó militando en el partido político Acción Popular de Fernando Belaúnde Terry, en la cual fue dirigente del partido en la sede de Huancayo. En 1966, Manuel Duarte es elegido como regidor municipal de la provincia de Huancayo, bajo las filas de la alianza entre Acción Popular y el Partido Demócrata Cristiano, y luego en el año 1990 fue electo diputado de la región Junín como parte del Frente Democrático de Mario Vargas Llosa.
Su cargo como diputado culminaba en el año 1995, sin embargo el 5 de abril del año 1992, su periodo fue disuelto tras el autogolpe de Estado decretado por el presidente Alberto Fujimori, en la que formó parte de la oposición.
En el año 2001 fundó el movimiento regional "Unidos por Junín, Sierra y Selva" y al año siguiente postuló a la presidencia del Gobierno Regional de Junín, resultando electo presidente regional para el periodo 2003-2006. Durante su cargo fue gestor y ejecutor de importantes obras como el asfaltado de la carretera lomo largo, el asfaltado de la margen derecha del valle del Mantaro, el Coliseo Wanka, entre otras. Asimismo, impulsó proyectos como el estadio de Jauja, el puente Balsas de Concepción, el puente Huancavelica, pistas para los distritos del sur de Huancayo y el asfaltado de la carretera de Jauja a Tarma vía Lomo Largo.
Tras culminar su gestión, Duarte decidió no postular a la reelección. Sin embargo en el año 2010, postuló nuevamente a la presidencia del Gobierno Regional de Junín, quedando en el onceavo puesto.

## Fallecimiento
El 17 de julio del 2023, Manuel Duarte falleció en la ciudad de Lima a la edad de 93 años, tras sufrir complicaciones de una operación a la columna. Tras su deceso, fue homenajeado por la Municipalidad provincial de Huancayo, así como por Miguel García Ramos, exvicepresidente durante su gestión, y por Vladimir Cerrón, otrora expresidente de la región Junín.